# Флаг Саткинского района
Флаг Са́ткинского муниципального района — официальный символ Саткинского муниципального района Челябинской области Российской Федерации. Учреждён 19 февраля 2003 года. До муниципальной реформы был флагом муниципального образования «Город Сатка и Саткинский район».

## Описание
«Флаг города Сатки и Саткинского района представляет собой прямоугольное полотнище с соотношением сторон 2:3, разделённое по горизонтали на две равные полосы верхнюю синюю, воспроизводящую три белые остроконечные горы, средняя из которых выше в 1/4 полотнища, и жёлто-оранжевую, воспроизводящую синюю опрокинутую фигуру, подобную горам, в 1/4 ширины полотнища».

## Обоснование символики
Флаг муниципального образования «город Сатка и Саткинский район» Челябинской области составлен на основании герба муниципального образования «города Сатка и Саткинский район», по правилам и соответствующим традициям геральдики, и отражает исторические, культурные, социально-экономические, национальные и иные местные традиции.
За основу композиции флага города Сатки и Саткинского района взяты исторические, культурные и природные достопримечательности. Мотив флага — «горы и недра» Саткинский район — это, прежде всего, «горное сердце края» — об этом говорят главные фигуры флага — три горы, аллегорически символизирующие южноуральское высокогорье. Самая высокая гора Южного Урала — Нургуш, находится на территории Саткинского района. Горы олицетворяют собой уверенность, устойчивость, нерушимость, неуязвимость. Кроме того, что южноуральские горы сами по себе величественны и красивы, это ещё и разнообразный источник богатейших природных богатств (золотая часть флага):
- в середине XVIII века на территории современного Саткинского района был образован чугуноплавильный завод, который и стал основой развития города и района, позже в XIX веке было открыто месторождение магнезита. Сегодня Саткинский район — центр добычи и переработки магнезита — огнеупорные изделия для металлургической промышленности изготавливаются для многих стран мира;
- в 1910 году на порогах реки Большая Сатка был построен первый в России электрометаллургический завод «Пороги» по производству ферросплавов[2][3], ныне — историко-природный памятник мирового значения «Пороги»;
- в начале 90-х годов XX века был создан национальный парк «Зюраткуль» — один из красивейших парков России, на территории которого находятся 15 памятников природы, произрастает до 650 видов растений, обитает более 150 видов птиц и 40 видов млекопитающих.

Синяя часть флага дополняет символику природы района, расположенного на западном склоне Южного Урала, на реке Большая Сатка и аллегорически передаёт красоту природы, окружающей Саткинский район — край озёр и многочисленных горных рек, по праву называемый Синегорьем, и его жемчужину — одно из самых примечательных памятников природы Урала не только российского, но и мирового уровня «уральскую Рицу» — высокогорное озеро Зюраткуль (опрокинутая лазоревая фигура).
Синий цвет (лазурь) в геральдике — символ красоты, искренности, мягкости, возвышенных устремлений, добродетели и величия. Жёлто-оранжевый цвет (золото) в геральдике — символ высшей ценности, величия, богатства, прочности, силы, огня, энергии. Белый цвет (серебро) в геральдике — символ совершенства, благородства, чистоты, веры, мира.